# Alfred Jaśkowiak
Alfred Jaśkowiak (ur. 18 września 1924 w Środzie Wielkopolskiej, zm. 9 września 2002) – polski działacz partyjny i państwowy, inżynier budownictwa, podsekretarz stanu w Ministerstwie Rolnictwa (1973–1980).

## Życiorys
Syn Ignacego i Heleny, urodził się w rodzinie robotniczej. Od lutego do sierpnia 1945 szeregowy w komendzie powiatowej Milicji Obywatelskiej w Środzie Wielkopolskiej. Ukończył liceum budowlane w Poznaniu, a następnie studia inżynierskie w Wyższej Szkole Inżynierskiej w Poznaniu i magisterskie na Politechnice Warszawskiej. Od 1950 zatrudniony w pionie inwestycji podlegającym Ministerstwu Rolnictwa. W 1966 został wicedyrektorem ds. wykonawstwa w Zarządzie
Budownictwa Rolniczego, a w 1971 naczelnym inżynierem i pierwszym wicedyrektorem Zarządu
Budownictwa Rolniczego w Warszaweie.
Wstąpił do Zjednoczonego Stronnictwa Ludowego, w latach 1976–1980 wchodził w skład Naczelnego Komitetu ZSL. W 1971 został dyrektorem  Departamentu Inwestycji w Ministerstwie Rolnictwa, a od września 1973 do września 1980 był podsekretarzem stanu w tym resorcie.
Został pochowany na Cmentarzu Wojskowym na Powązkach.

## Odznaczenia
W 1955 odznaczony Brązowym Krzyżem Zasługi.